# Стенли Метјуз
Стенли Метјуз (Сир Стенли Метјуз енгл. Stanley Matthews; Стоук на Тренту, 1. фебруар 1915 — Стоук на Тренту, 23. фебруар 2000) био је енглески фудбалер и фудбалски тренер. Први је добитник награде Златна лопта 1956. године. Једини је фудбалер који је добио британску витешку титулу Сера док је још био активан играч. Стенли Метјуз спада у једног од најбољих енглеских и светских фудбалера свих времена.

## Биографија
Стенли је рођен 1. фебруара 1915. године. Његов отац, боксер, одгајио га је у спортском духу. Са 17 година почео је да игра за енглески ФК Стоук сити, а са 19 година се оженио са Бети Валанс.
За време Другог светског рата, служио је као десетар у војном ваздухопловству у близини града Блекпул.
Након 6 година играња за Стоук Сити, пожелео је да оде да игра за неки други клуб, али је око 4.000 навијача одржало протестни скуп против одласка, тако да је у клубу остао од 1932. до 1947. године. После тога је отишао у Блекпул, где је играо до 1961. године. У Блекпулу је изградио и највећу каријеру, а после 1961. године, поново је играо за Стоук Сити, као и за шкотски клуб Хибернијан. Гостујући је играо за више енглеских и шкотских клубова.
Метјуз је био и један од играча британског тима на пријатељској утакмици у Берлину против репрезентације Немачке 14. маја 1938. године, уочи самог почетка Другог светског рата. Иако је Британија тада победила Немачку резултатом 6:3, ова утакмица по речима многих спада у једну од најсрамнијих утакмица енглеског фудбала. Разлог је тај што су играчи енглеске репрезентације упутили нацистички поздрав публици у којој је било око 110.000 Немаца у тренутку кад су се зачули звуци химне Немачке. Стенли је једини играч међу њима који је после рата направио велику каријеру.
За енглеску фудбалску репрезентацију играо је 23 година, од 1934. до 1957. године, по чему је рекордер. На Светским фудбалским првенствима играо је 1950. и 1954. године.
Био је тренер Порт Валеа и Хибернијанса. Као тренер, постао је познат на Малти и у Јужној Африци.
Фудбал је играо до своје 50. године живота, а каријеру је завршио са 1965. године, када је истовремено био и играч и тренер шкотског клуба Хибернијан. Његова професионална каријера обухвата 33 године играња. Најстарији је играч који је играо у Првој лиги Енглеске у фудбалу, као и најстарији енглески репрезентативац. У животу је учествовао у скоро 700 утакмица у енглеској лиги, за репрезентацију Енглеске је играо 84 пута, укључујући 2 утакмице за Велику Британију.
Током живота био је вегетаријанац и противник алкохола. Његова посвећеност и поштеност на терену донела му је надимке попут чаробњака дриблинга и џентлмена фудбала.

## Награде и признања
- Стенли Метјуз је први добитник награде Златна лопта, награде која се на нивоу Европе додељује најбољем играчу у протеклој сезони по избору спортских новинара. Тада је играо за енглески фудбалски клуб Блекпул. Награду је добио као најбољи играч у 1956. години.
- Добио је место у Кући славних енглеског фудбала на првој инаугурацији 2002. године.
- Први је фудбалер који је добио награду за најбољег енглеског играча у сезони 1947-48, када је награда и први пут додељена.
- Као играч Блекпула, ушао је међу 100 легендарних фудбалера, листи фудбалера направљеној 1998. године од стране Фудбалске лиге, на 100. годишњицу њиховог постојања.
- Од стране навијача Блекпула, изабран је за другог омиљеног играча ФК Блекпула деценије 50-их. На првом месту је изабран Стен Мортенсен.[6]